# Freedom Fighters: The Ray
Freedom Fighters: The Ray est une websérie d'animation américaine en douze épisodes d'environ 7 minutes des producteurs exécutifs Greg Berlanti et Marc Guggenheim, mise en ligne le 8 décembre 2017 et le 18 juillet 2018 sur la plateforme de streaming en ligne CW Seed. Quelques mois après, la web-série ressortira en 1 film de 1H10.
Elle est basée sur le personnage de The Ray publiée par DC Comics. La série se situe dans le même univers de fiction que la série Arrow, Flash et Legends of Tomorrow sur une autre Terre appelée Terre-X.
La version film est sortie en France en 2018, directement en VOD,

## Synopsis
Raymond Terril est un jeune journaliste qui a été exposé à une super bombe génétique lumineuse grâce à laquelle il obtient des super-pouvoirs. Devenant capable de voler et de manipuler la lumière, il les utilisera pour combattre le mal.

## Distribution

### Acteurs principaux
- Russell Tovey : Ray Terrill / The Ray, membre des Freedom Fighters (en)[4].

### Invités
- Stephen Amell : Dark Arrow, version alternative de Green Arrow et membre des New Reichsmen[5].
- Grant Gustin : Dark Flash, version alternative de Flash et membre des New Reichsmen[5].
- Melissa Benoist : Overgirl, version alternative de Supergirl et membre des New Reichsmen[5].
- Carlos Valdes : Cisco Ramon / Vibe
- Echo Kellum : Curtis Holt / Mister Terrific
- Megalyn Echikunwoke : Mari McCabe / Vixen
- Uncle Sam, membre des Freedom Fighters[6].
- Black Condor, membre des Freedom Fighters.
- Human Bomb (en), membre des Freedom Fighters.
- Phantom Lady, membre des Freedom Fighters.
- Red Tornado, membre des Freedom Fighters.

## Production

### Développement
En août 2016, The CW annonce la série pour 2017 sur CW Seed par les producteurs exécutifs Greg Berlanti et Marc Guggenheim et développé par Blue Ribbon Content,.
Il a été également annoncé que le personnage principal sera gay, et que la chaîne était à la recherche d'un acteur pour le doublage avec la possibilité d’apparaître en live-action plus tard,.
La série s'inspire de la série de comic book The Multiversity (en) de Grant Morrison. D'après Marc Guggenheim, le titre de la série a été choisi pour une "raison bien spécifique" afin d'introduire les Freedom Fighters (en) et la Terre-X. Il a également ajouté : 

« Dans Multiversity, Grant Morrison est venu avec l'idée à laquelle nous voulions répondre : les Freedom Fighters sont constitués de différentes minorités ciblées par les Nazis comme les femmes, les homosexuels, les juifs. On voulait honorer cette idée. en même temps, c'est l'origine de The Ray de Terre-I. »

Terre-X est un monde dans le Multivers où les Nazis ont gagné la Seconde Guerre mondiale et que les New Reichsmen, alternative nazie à la Justice League, dirigent l'Amérique de notre époque.
En octobre 2017, il est annoncé que la série sortira en décembre 2017 sur CW Seed.

### Casting
En septembre 2017, il est révélé que Russell Tovey prêtera sa voix à Ray Terrill pour la série.
Les acteurs Stephen Amell, Grant Gustin et Melissa Benoist prêteront leurs voix aux versions alternatives de Green Arrow, Flash et Supergirl respectivement.

## Épisodes

### Première saison:A Hero Rises(2017)
Intitulée A Hero Rises, ses six parties ont été mises en ligne le 8 décembre 2017.

### Deuxième saison:Earth-X(2018)
Intitulée Earth-X, ses six parties ont été mises en ligne le 18 juillet 2018.

## Apparition dans d'autres médias
Russell Tovey est apparu en tant que The Ray dans le crossover Crisis on Earth-X, crossover se déroulant entre les séries Supergirl, Arrow, Flash et Legends of Tomorrow. D'autres personnages des Freedom Fighters feront leur apparition,.